# District de Yuhua (Changsha)
Pour les articles homonymes, voir Yuhua.
Le district de Yuhua (雨花区 ; pinyin : Yǔhuā Qū) est une subdivision administrative de la province du Hunan en Chine. Il est placé sous la juridiction de la ville-préfecture de Changsha.